# Oncideres philosipes
Oncideres philosipes är en skalbaggsart som beskrevs av Dillon 1946. Oncideres philosipes ingår i släktet Oncideres och familjen långhorningar. Inga underarter finns listade i Catalogue of Life.